# Парламентские выборы в Сенегале (1959)
Парламентские выборы в Сенегале проходили 22 марта 1959 года, на которых избирались 80 депутатов Территориального собрания Сенегала как члена Французского сообщества. В результате победу одержал Сенегальский прогрессивный союз. Явка составила 74,5%..
Выборы стали последними, которые организовала французская администрация. Через год 4 апреля 1960 года Сенегал объявил независимость и вошёл вместе с Французским Суданом в Федерацию Мали.

## Результаты
| Партия | Голоса    | %    | Места | +/−   |
| --- | --------- | ---- | ----- | ----- |
| Сенегальский прогрессивный союз                                                                                | 682 365   | 83,0 | 80    | +21   |
| Сенегальская партия солидарности                                                                               | 99 332    | 12,1 | 0     | новая |
| Африканская партия соединения - Сенегал                                                                        | 40 270    | 4,9  | 0     | новая |
| Независимые | 90        | 0,0  | 0     | новая |
| Недействительных/пустых бюллетеней                                                                             | 1 417     | –    | –     | −     |
| Всего | 824 229   | 100  | 80    | +20   |
| Зарегистрированных избирателей / Явка                                                                          | 1 107 057 | 74,5 | –     | −     |
| Источник: Elections in Senegal Архивная копия от 31 августа 2018 на Wayback Machine African Elections Database |           |      |       |       |